# Archidiocèse de Merauke
L'archidiocèse de Merauke (en latin : Archidioecesis Meraukensis) est une Église particulière de l'Église catholique en Indonésie, dont le siège est à Merauke dans la province de Papouasie méridionale.

## Histoire
Le vicariat apostolique de Merauke, érigé le 24 juin 1950, fut élevé au titre d'archidiocèse le 15 novembre 1966.
L'archidiocèse compte quatre diocèses suffragants:
- Diocèse d'Agats
- Diocèse de Jayapura
- Diocèse de Manokwari-Sorong
- Diocèse de Timika

### Évêques et archevêques
- Herman Tillemans M.S.C. (1950-1972)
- Jacobus Duivenvoorde M.S.C. (1972-2004)
- Nicolaus Adi Seputra M.S.C. (2004-2020)
- Petrus Canisius Mandagi M.S.C. (depuis 2020)

### Organisation
En 2021, l'archidiocèse comptait 26 paroisses dont la cathédrale Saint-François-Xavier de Merauke qui sont regroupées en 5 zones pastorales :
- Merauke
- Kimaam
- Wendu
- Mappi
- Mumanja